# Lancing
Lancing är en ort och civil parish i Storbritannien.   Den ligger i grevskapet West Sussex och riksdelen England, i den södra delen av landet, 80 km söder om huvudstaden London. Lancing ligger 7 meter över havet och antalet invånare är 18 692.
Terrängen runt Lancing är huvudsakligen platt, men åt nordost är den kuperad. Havet är nära Lancing söderut. Närmaste större samhälle är Worthing, 3,9 km väster om Lancing. 